# 陳立 (清)
陳 立（ちん りつ、Chen Li、1809年 - 1869年）は、清の儒学者。字は卓人または黙斎。
江蘇省句容出身。1841年に進士となり、翰林院庶吉士に選ばれ、刑部主事などの職を歴任した。凌曙に師事し、凌曙が病にかかると、代わりに劉文淇に経学と小学を学んだ。特に『春秋公羊伝』の研究にいそしみ、30年をかけて『公羊義疏』76巻を著した。その他の著作に『白虎通疏証』12巻、『爾雅旧注』2巻、『説文諧声孳生述』3巻、『句渓雑著』6巻などがある。